# Milestones (album de Miles Davis)
Pour les articles homonymes, voir Milestone.
Albums de Miles Davis
Miles Ahead
(1957) Porgy and Bess
(1958)
Milestones est un album studio de Miles Davis sorti le 2 septembre 1958.

## Historique
Le premier quintet de Miles Davis devient à cette occasion un sextet avec l'arrivée de Julian Cannonball Adderley au saxophone alto, dont Miles Davis appréciait particulièrement le son, et pour un trio créatif de jazz au sommet avec John Coltrane.

« Pour ce sextet, j'avais l'idée d'ajouter la voix blues de Cannonball Adderley. Je sentais que l'alto de Cannonbball, enraciné dans le blues, se frottant à la manière toute en harmonie et accords de Trane, à son approche plus libre, créerait un nouveau type de feeling. »

— Miles Davis avec Quincy Troupe, Miles. L'autobiographie p. 236.
.
 Miles (ou Milestones), le titre principal, est une première composition iconique de jazz modal de l'histoire du jazz et un véritable manifeste du jazz moderne.

« Je voulais entrer en studio avec mon groupe. En avril, nous avons enregistré Billy Boy, Straight, No Chaser, Miles, Two Bass Hit, Sid's Ahead et Dr. Jackle (présenté sur le disque comme Dr. Jekyll), pour Milestones chez Columbia. J'ai dû jouer du piano sur Sid's Ahead, Red s'étant mis en colère et étant parti quand j'avais essayé de lui faire une remarque. Mais j'adorais la façon dont l'orchestre sonnait, il avait quelque chose de spécial. Trane et Cannon jouaient vraiment comme des dingues et s'étaient maintenant habitués l'un à l'autre. Ça a été mon premier disque écrit dans une forme modale. »

— Miles Davis avec Quincy Troupe, Miles. L'autobiographie p. 240, Infolio, (2007)
Sid's Ahead est une reprise non déguisée de Walkin' paru sur l'album éponyme en 1954.
Straight, No Chaser est une des compositions bebop iconiques de Thelonious Monk, de 1951.
Après cet enregistrement, Red Garland et Philly Joe Jones quittent le groupe et seront remplacés par Bill Evans et Jimmy Cobb.

## Titres
Face 1
| No | Titre        | Musique                      | Durée |
| -- | ------------ | ---------------------------- | ----- |
| 1. | Dr. Jackle   | Jackie McLean                | 5:51  |
| 2. | Sid's Ahead  | Miles Davis                  | 13:03 |
| 3. | Two Bass Hit | John Lewis - Dizzy Gillespie | 5:17  |

Face 2
| No | Titre                 | Musique                                  | Durée |
| -- | --------------------- | ---------------------------------------- | ----- |
| 4. | Miles (ou Milestones) | Miles Davis                              | 5:45  |
| 5. | Billy Boy             | Traditionnel, arrangements d'Ahmad Jamal | 7:18  |
| 6. | Straight, No Chaser   | Thelonious Monk                          | 10:42 |

## Musiciens
- Miles Davis : Trompette, piano sur Sid's Ahead
- John Coltrane : Saxophone ténor
- Cannonball Adderley : Saxophone alto
- Red Garland : Piano
- Paul Chambers : Contrebasse
- Philly Joe Jones : Batterie

## Récompense
- Grammy Hall of Fame Award[4].